# Wegerhof (Halver)
Wegerhof ist eine Hofschaft in Halver im Märkischen Kreis im Regierungsbezirk Arnsberg in Nordrhein-Westfalen (Deutschland).

## Lage und Beschreibung
Wegerhof liegt auf 375 Meter über Normalnull im südöstlichen Halver an der Landesstraße L528 auf der Wasserscheide der Flusssysteme der Wupper und der Volme. Nachbarorte sind  Bergfeld, Hohl, Schneehohl, Wilhelmshöh, Hagebücherhöh, Brüninghausen, Schulten Hedfeld und Schmidthausen.

## Geschichte
Wegerhof wurde erstmals 1437/38 urkundlich erwähnt, die Entstehungszeit der Siedlung wird aber für den Zeitraum zwischen 1050 und 1200 infolge der Rodungsphase nach der hochmittelalterlichen Territorialbildung vermutet. Wegerhof war ein Abspliss der Hofschaft Schmidthausen.
1818 lebten 18 Einwohner im Ort. Laut der Ortschafts- und Entfernungs-Tabelle des Regierungs-Bezirks Arnsberg wurde Wegerhof als Hof kategorisiert und besaß 1838 eine Einwohnerzahl von 38, einer davon katholischen und 37 evangelischen Glaubens. Der Ort gehörte zur Bergfelder Bauerschaft innerhalb der Bürgermeisterei Halver und besaß vier Wohnhäuser, eine Fabrik bzw. Mühle und vier landwirtschaftliche Gebäude.
Das Gemeindelexikon für die Provinz Westfalen von 1887 gibt eine Zahl von 49 Einwohnern an, die in fünf Wohnhäusern lebten.
An Wegerhof verlief auf der Trasse der heutigen Landesstraße L528 eine Altstraße von Halver über Wipperfürth, Halver, Kierspe nach Meinerzhagen vorbei, der Hileweg, ein bedeutender frühmittelalterlicher (nach anderen Ansichten bereits frühgeschichtlicher) Handels-, Pilger- und Heerweg. Aus diesem Grunde haben sich südöstlich von Wegerhof Hohlwege im Wald erhalten. Eine weitere frühgeschichtliche Altstraße über Radevormwald nach Schwelm zweigte in Wegerhof Richtung Anschlag ab, die später als Eisen- und Kohlenstraße genutzt wurde.